# Llanymddyfri
|  | Per a altres significats, vegeu «Llandovery (època)». |

Llanymddyfri és un poble a l'est de Sir Gaerfyrddin (Comtat de Caerfyrddin), sobre el riu Tywi. El nom del poble en anglès és Llandovery.

## Història
Llywelyn ap Gruffydd Fychan fou esquarterat a la plaça major de Llanymddyfri el 9 d'octubre del 1401.
El Banc yr Eidion Du (en català "Banc del Bou Negre") obrí un local a Llanymddyfri l'any 1799.

## Agermanament
- (Bretanya) - Pluguen / Pluguffan